# Romania ai IV Giochi olimpici invernali
La Romania partecipò ai IV Giochi olimpici invernali, svoltisi a Garmisch-Partenkirchen, Germania, dal 6 al 16 febbraio 1936, con una delegazione di 15 atleti impegnati in cinque discipline.